# Championnat d'Europe de Formule 2 1978
Navigation
1977 1979
Le championnat d'Europe de Formule 2 1978 est la douzième édition du championnat d'Europe de F2. Il a été remporté par l’Italien Bruno Giacomelli, de l'écurie March.

## Courses de la saison 1978
| no  | Date         | Épreuve                                | Lieu              | Vainqueur         | Voiture      | Équipe         | Résumé |
| --- | ------------ | -------------------------------------- | ----------------- | ----------------- | ------------ | -------------- | ------ |
| 125 | 29 mars      | BARC 200                               | Thruxton          | Bruno Giacomelli  | March-BMW    | March Racing   | Résumé |
| 126 | 9 avril      | Trophée d'Allemagne                    | Hockenheim        | Bruno Giacomelli  | March-BMW    | March Racing   | Résumé |
| 127 | 30 avril     | Grand Prix de l'Eifel                  | Nürburg           | Alex-Dias Ribeiro | March-Hart   | Team March     | Résumé |
| 128 | 15 mai       | Grand Prix de Pau                      | Pau               | Bruno Giacomelli  | March-BMW    | March Racing   | Résumé |
| 129 | 28 mai       | Grand Prix du Mugello                  | Mugello           | Derek Daly        | Chevron-Hart | Chevron Racing | Résumé |
| 130 | 4 juin       | Grand Prix de Rome                     | Vallelunga        | Derek Daly        | Chevron-Hart | Chevron Racing | Résumé |
| 131 | 18 juin      | Grand Prix de Rouen                    | Rouen-les-Essarts | Bruno Giacomelli  | March-BMW    | March Racing   | Résumé |
| 132 | 25 juin      | Donington Park Trophy                  | Donington Park    | Keke Rosberg      | Chevron-Hart | Opert Racing   | Résumé |
| 133 | 9 juillet    | Grand Prix de Nogaro                   | Nogaro            | Bruno Giacomelli  | March-BMW    | March Racing   | Résumé |
| 134 | 23 juillet   | Grand Prix de la Méditerranée          | Enna-Pergusa      | Bruno Giacomelli  | March-BMW    | March Racing   | Résumé |
| 135 | 10 août      | Grand Prix de l'Adriatique             | Misano            | Bruno Giacomelli  | March-BMW    | March Racing   | Résumé |
| 136 | 24 septembre | Grand Prix du Bade-Wurtemberg et Hesse | Hockenheim        | Bruno Giacomelli  | March-BMW    | March Racing   | Résumé |